# GRAND MARQUEE
『GRAND MARQUEE』（グランドマーキー）は、2022年10月3日からJ-WAVEで放送しているラジオ番組である。

## 概要
1998年4月から計24年半にわたって放送されてきた『GROOVE LINE』から代わり、「東京のカルチャーが集う番組」をコンセプトにした番組。
ここでの“MARQUEE”とは「大テント」の意味であり、東京上空を覆う巨大なテントの下、ジャンルや枠を超えたクリエイターやアーティスト、そしてリスナーたちが集って「東京は想像以上に面白い」をテーマに思い思いに語らう大空間を展開する。
放送開始時に「ぎりぎりこんにちは!」「もうすぐこんばんは!」と冒頭あいさつをすることが定番となっている。

## ナビゲーター
- タカノシンヤ（Frasco、カヤック）（2022年10月3日 - ）
- セレイナ・アン（2023年4月3日 - [4][5]）

### 過去
- 藤原麻里菜（2022年10月3日 - 11月16日、11月28日 - 12月1日[6]）

### 代演
- セレイナ・アン

BACK PACK TOKYOの木曜日担当。
2022年12月12日〜12月29日に休養中の藤原麻里奈の代演で担当。
2023年1月30日にタカノシンヤの新型コロナウイルス罹患に伴う代演で担当。
- 山中タイキ

2023年1月24日〜1月25日、1月30日にタカノシンヤの新型コロナウイルス罹患に伴う代演で担当。
- サッシャ

2023年1月26日にタカノシンヤの新型コロナウイルス罹患に伴う代演で担当。
- 奥浜レイラ

2024年10月15日にセレイナ・アンのDJ OKAWARI 2024中国巡業にボーカリストとして参加することに伴う代演で担当。
- LiLiCo

2024年10月16日にセレイナ・アンのDJ OKAWARI 2024中国巡業にボーカリストとして参加することに伴う代演で担当。
- 大島育宙

2024年10月17日にセレイナ・アンのDJ OKAWARI 2024中国巡業にボーカリストとして参加することに伴う代演で担当。

## 主なコーナー
下記の他、火曜日はアニメ・漫画・ゲームの話題を中心に取り上げる「ACG Tuesday」、月1回は本の話題を中心に取り上げる「BOOK MARQUEE」となっている。

### NiEW EDITION
16時10分頃放送。カルチャーメディア「NiEW」にアップされる、様々なカルチャートピックスの中から、聞けば誰かに話したくなるネタを紹介していく。

### FLIP SIDE PLANET
16時40分頃放送。2024年3月29日まで金曜夜に放送されていた番組を、4月1日より本番組に内包する形で開始。小袋成彬がキャッチした最新の音楽やアーティスト情報を集約するコーナー。
2025年4月28日から5月24日までは、小袋がさいたま市長選挙（5月11日告示、同月25日投開票）に出馬したのに伴い、「春休み」として放送を休止した。その間この時間は『GRAND MARQUEE』本体のその日のテーマに沿った内容を放送。

### RADIO ENSEMBLE
17時10分頃放送。2024年3月28日までは、ミュージシャン、俳優、文化人など、多様なミュージックセレクターたちが、東京のある場所・場面をイメージして選曲したプレイリストをオンエアしており、実質的に2022年9月まで放送されていた『XROSS.POINT』の後継企画であった。2024年4月1日より生放送でゲストをスタジオに招き、トークとともにお気に入りの1曲を選曲するゲストコーナーとなった。

### HARAJUKU PODCAST
17時45分頃放送。2024年4月に「HARAJUKU CAST」のタイトルで開始、2025年4月に現タイトルに変更。東急プラザ原宿「ハラカド」内のPodcastスタジオ「J-WAVE ARRTSIDE CAST」と連動したコーナー。J-WAVEの公式Podcast番組からの冒頭数分を紹介する。
各曜日ごとのラインアップは以下の通りである。
- 月 - 水曜日：「あれ、ふかわじゃね？」（ふかわりょう・近視のサエ子・中臺孝樹、2025年4月 - ）[17]
- 木曜日：「offの日、どっちっち？」（箭内夢菜・関根澄人、2024年10月 - ）[18][19]

過去のラインナップは以下の通り。
- 「あなたにQQQ 〜ありがとうを伝えたい〜」（アオイヤマダ、月曜日、2024年4月 - 2025年3月）[20][21]
- 「推しに願いを-Wish Upon A Star-」（近視のサエ子・川内啓史、火曜日、2024年4月 - 2025年3月）[22]
- 「OH! CINEMA PARADISE」（大島育宙、水曜日、2024年4月 - 2025年3月）[23]
- 「東京都銭湯区ハラカドB1F 〜小杉湯原宿 素のままラジオ〜」（関根江里子、木曜日、2024年4月 - 9月）

### FIST BUMP
18時10分頃放送。こだわりや感度の高い人たちが集う場にいる、東京のカルチャーを牽引するカリスマたちがリレー形式で登場する企画。2024年3月28日までは16時台に放送されていた。

### MARQUEE RECORDS
毎月最終月曜日18時台冒頭に放送。2024年1月より「New Music Reviews」として開始、同年4月に現コーナー名に変更。タカノとセレイナがその月に推薦する楽曲をオンエアする。

### You Got It
2024年4月1日開始、毎週月曜18時25分頃放送。通称ガリレポ。「BACKPACK TOKYO」の後継コーナーで、柳木ガリ（デンコーセッカ）が東京の各所からレポートする。

### IKEUCHIJIDOUSHA HEY! COMMIT!!
2024年9月開始、毎週火曜18時25分頃放送、池内自動車提供。自動車の板金塗装・修理を行う同社にちなみ、リスナーからヘコんだ話を募集、タカノとセレイナがヘコんだ心を修復する。

### MINSHO RADIO FLYER
毎週木曜18時25分頃放送、全国商工団体連合会提供。自営業や小企業、フリーランスなどの小規模事業者を紹介し、タカノがキャッチコピーを考え応援する。

### ROAD TO FUJI ROCK
毎週水曜18時25分頃放送、毎年7月に苗場スキー場で行われる『FUJI ROCK FESTIVAL』に関連した情報を紹介する。原則として4月上旬から7月下旬の期間限定コーナーになっており、この期間の水曜日は随時「FUJI ROCK Wednesday」と銘打って番組全体でFUJI ROCKの話題を取り上げるようになっている。2025年からはJ-WAVEの大学生コミュニティ「WACODES」と共同でInstagramアカウントを開設し、「フジロッカー」に着目したリール動画を投稿している。(@roadtofujirock)

### 過去のコーナー

#### BACKPACK TOKYO
「観光ガイドに載らない、今最もリアルで面白い東京シティーガイド」をテーマに、 東京で生活する人たちが“日常使い”する、おすすめのスポットを日替わりで紹介する。
また、レギュラー出演するレポーターチームが、実際にその場所を訪れ、現地からその様子をレポートする。2024年3月28日をもってコーナーの入れ替えに伴い終了。
レポーター
- 月曜：xiangyu（2022年10月3日 - 2024年3月25日）[25]
- 火曜：近視のサエ子（2022年10月4日 - 2024年3月26日）[25] - 2024年4月より「HARAJUKU CAST」火曜分「推しに願いを 〜WISH UPON A STAR〜」を担当。
- 水曜：るうこ（2022年10月5日 - 2024年3月27日）[25]
- 木曜
  - セレイナ・アン（2022年10月6日 - 2023年3月30日）[25] - 2023年4月より上記の通り藤原の後任ナビゲーターに就任。
  - 柳木ガリ（デンコーセッカ）（2023年4月6日 - 2024年3月28日）[26] - 2024年4月より「You Got It」レポーターとして継続出演。

## 放送時間
以下の時間は日本標準時に基づく。
- 毎週月曜 - 木曜 16:00 - 19:00（2022年10月3日 - 2023年3月30日）
- 毎週月曜 - 木曜 16:00 - 18:50（2023年4月3日 - ）